# Cupa UEFA 1980-1981
Cupa UEFA 1980-1981 a fost căștigată de Ipswich Town cu 5 la 4, la general, în fața clubului olandez, AZ Alkmaar.

## Runda I
| Echipa #1              | Total  | Echipa #2                    | Tur | Retur    |
| ---------------------- | ------ | ---------------------------- | --- | -------- |
| Zbrojovka Brno         | 5–1    | SK VOEST Linz                | 3–1 | 2–0      |
| 1. FC Kaiserslautern   | (a)3–3 | R.S.C. Anderlecht            | 1–0 | 2–3      |
| Magdeburg              | 5–3    | Moss F.K.                    | 2–1 | 3–2      |
| AZ Alkmaar             | 10–0   | FA Red Boys Differdange      | 6–0 | 4–0      |
| Ballymena United F.C.  | 2–4    | FC Vorwärts Frankfurt        | 2–1 | 0–3      |
| Dynamo Dresden         | 2–0    | Napredak Kruševac            | 1–0 | 1–0      |
| FC Argeș Pitești       | 0–2    | F.C. Utrecht                 | 0–0 | 0–2      |
| FC Bohemians Praha     | 4–3    | Sporting de Gijon            | 3–1 | 1–2      |
| FC Dynamo Kyiv         | 1–1(a) | PFC Levski Sofia             | 1–1 | 0–0      |
| FC Shakhtar Donetsk    | 1–3    | Eintracht Frankfurt          | 1–0 | 0–3      |
| FC Sochaux-Montbeliard | 3–2    | Servette FC                  | 2–0 | 1–2      |
| FC Twente              | 5–3    | IFK Goteborg                 | 5–1 | 0–2      |
| Fenerbahce SK          | 1–3    | PFC Beroe Stara Zagora       | 0–1 | 1–2      |
| FC Porto               | 1–0    | Dundalk F.C.                 | 1–0 | 0–0      |
| Grasshoppers           | 8–3    | Kjobenhavns Boldklub         | 3–1 | 5–2      |
| Hamburger SV           | 7–5    | FK Sarajevo                  | 4–2 | 3–3      |
| IF Elfsborg            | 1–2    | St Mirren F.C.               | 1–2 | 0–0      |
| Ipswich Town F.C.      | 6–4    | Aris Thessaloniki F.C.       | 5–1 | 1–3      |
| IA                     | 0–10   | 1. FC Köln                   | 0–4 | 0–6      |
| Juventus               | 6–4    | Panathinaikos                | 4–0 | 2–4      |
| KSC Lokeren            | 2–1    | FC Dinamo Moscova            | 1–1 | 1–0      |
| KuPS                   | 0–14   | AS Saint-Etienne             | 0–7 | 0–7      |
| LASK Linz              | 2–6    | Radnički Niš                 | 1–2 | 1–4      |
| Manchester United      | 1–1(a) | Widzew Łódź                  | 1–1 | 0–0      |
| PSV Eindhoven          | 3–2    | Wolverhampton Wanderers F.C. | 3–1 | 0–1      |
| Molenbeek              | 3–4    | Torino                       | 1–2 | 2–2(aet) |
| Slask Wroclaw          | 2–7    | Dundee United F.C.           | 0–0 | 2–7      |
| Sliema Wanderers F.C.  | 0–3    | FC Barcelona                 | 0–2 | 0–1      |
| Standard Liege         | 3–2    | Steaua București             | 1–1 | 2–1      |
| Ujpest FC              | 1–2    | Real Sociedad                | 1–1 | 0–1      |
| Vasas SC               | 1–2    | Boavista FC                  | 0–2 | 1–0      |
| VfB Stuttgart          | 10–1   | Pezoporikos Larnaca FC       | 6–0 | 4–1      |

### Tur
| Juventus                                           | 4 – 0 | Panathinaikos |
| -------------------------------------------------- | ----- | ------------- |
| Scirea 5' Verza 18' Bettega 38' Cabrini 42' (pen.) |       |               |

| Manchester United | 1 – 1 | Widzew Łódź |
| ----------------- | ----- | ----------- |
| McIlroy 4'        |       | Surlit 6'   |

| Molenbeek   | 1 – 2 | Torino                   |
| ----------- | ----- | ------------------------ |
| De Wolf 42' |       | Mariani 61' Graziani 68' |

### Retur
| Panathinaikos                                                 | 4 – 2 | Juventus              |
| ------------------------------------------------------------- | ----- | --------------------- |
| Gentile 31' (o.g.) Andreuchi 37' Livathinos 68' Delikaris 87' |       | Bettega 40' Fanna 81' |

Juventus won 6–4 on aggregate.
| Widzew Łódź | 0 – 0 | Manchester United |
| ----------- | ----- | ----------------- |
|             |       |                   |

Widzew Łódź 1–1 Manchester United on aggregate. Widzew Łódź advanced on away goals rule.
| Torino                  | 2 – 2 (a.e.t.) | Molenbeek                             |
| ----------------------- | -------------- | ------------------------------------- |
| D'Amico 2' Graziani 91' |                | De Bolle 69' van de Korput 80' (o.g.) |

Torino won 4–3 on aggregate.

## Runda a II-a
| Echipa #1              | Total  | Echipa #2             | Tur | Retur    |
| ---------------------- | ------ | --------------------- | --- | -------- |
| Zbrojovska Brno        | 2–3    | Real Sociedad         | 1–1 | 1–2      |
| 1. FC Kaiserslautern   | 2–4    | Standard Liege        | 1–2 | 1–2      |
| 1. FC Köln             | 4–1    | FC Barcelona          | 0–1 | 4–0      |
| Dundee United F.C.     | 1–1(a) | KSC Lokeren           | 1–1 | 0–0      |
| F.C. Utrecht           | 3–4    | Eintracht Frankfurt   | 2–1 | 1–3      |
| FC Sochaux-Montbeliard | 3–2    | Boavista FC           | 2–2 | 1–0      |
| FC Twente              | 1–1(a) | Dynamo Dresden        | 1–1 | 0–0      |
| FC Porto               | 2–3    | Grasshoppers          | 2–0 | 0–3(aet) |
| Ipswich Town F.C.      | 3–2    | FC Bohemians Praha    | 3–0 | 0–2      |
| PFC Beroe Stara Zagora | 1–3    | Radnički Niš          | 0–1 | 1–2      |
| PFC Levski Sofia       | 1–6    | AZ Alkmaar            | 1–1 | 0–5      |
| PSV Eindhoven          | 2–3    | Hamburger SV          | 1–1 | 1–2      |
| St Mirren F.C.         | 0–2    | AS Saint-Etienne      | 0–0 | 0–2      |
| Torino                 | 3–2    | Magdeburg             | 3–1 | 0–1      |
| VfB Stuttgart          | 7–2    | FC Vorwärts Frankfurt | 5–1 | 2–1      |
| Widzew Łódź            | (p)4–4 | Juventus              | 3–1 | 1–3      |

### Tur
| Torino                         | 3 – 1 | Magdeburg     |
| ------------------------------ | ----- | ------------- |
| Sala 44' Pecci 54' D'Amico 74' |       | Steinbach 65' |

| Widzew Łódź                        | 3 – 1 | Juventus    |
| ---------------------------------- | ----- | ----------- |
| Grębosz 30' Pięta 69' Smolarek 79' |       | Bettega 42' |

### Retur
| Magdeburg | 1 – 0 | Torino |
| --------- | ----- | ------ |
| Tyll 25'  |       |        |

Torino won 3–2 on aggregate.
| Juventus                          | 3 – 1 (a.e.t.) (d.p.) | Widzew Łódź                             |
| --------------------------------- | --------------------- | --------------------------------------- |
| Tardelli 37' Furino 46' Brady 60' |                       | Pięta 59'                               |
| Causio · Cabrini · Brady          | 1 – 4                 | Tłokiński · Grębosz · Smolarek · Boniek |

Juventus 4–4 Widzew Łódź on aggregate. Widzew Łódź won 4–1 on penalties.

## Runda a III-a
| Echipa #1           | Total  | Echipa #2              | Tur | Retur    |
| ------------------- | ------ | ---------------------- | --- | -------- |
| Eintracht Frankfurt | 4–4(a) | FC Sochaux-Montbeliard | 4–2 | 0–2      |
| Grasshoppers        | (p)3–3 | Torino                 | 2–1 | 1–2      |
| Hamburger SV        | 0–6    | AS Saint-Etienne       | 0–5 | 0–1      |
| Ipswich Town F.C.   | 5–1    | Widzew Łódź            | 5–0 | 0–1      |
| KSC Lokeren         | 3–2    | Real Sociedad          | 1–0 | 2–2      |
| Radnički Niš        | 2–7    | AZ Alkmaar             | 2–2 | 0–5      |
| Standard Liege      | 5–2    | Dynamo Dresden         | 1–1 | 4–1      |
| VfB Stuttgart       | 4–5    | 1. FC Köln             | 3–1 | 1–4(aet) |

### Tur
| Grasshoppers                 | 2 – 1 | Torino     |
| ---------------------------- | ----- | ---------- |
| Heinz Hermann 52' Koller 53' |       | Sclosa 49' |

### Retur
| Torino                                           | 2 – 1 (a.e.t.) (d.p.) | Grasshoppers                            |
| ------------------------------------------------ | --------------------- | --------------------------------------- |
| Graziani 62' Pulici 63'                          |                       | Terraneo 28' (o.g.)                     |
| D'Amico · Sclosa · Graziani · Zaccarelli · Pecci | 3 – 4                 | Heinz Hermann · Egli · Sulser · Hächler |

Torino 3–3 Grasshoppers on aggregate. Grasshoppers won 4–3 on penalties.

## Sferuri
| Echipa #1        | Total | Echipa #2              | Tur | Retur |
| ---------------- | ----- | ---------------------- | --- | ----- |
| AS Saint-Etienne | 2–7   | Ipswich Town F.C.      | 1–4 | 1–3   |
| AZ Alkmaar       | 2–1   | KSC Lokeren            | 2–0 | 0–1   |
| Grasshoppers     | 1–2   | FC Sochaux-Montbeliard | 0–0 | 1–2   |
| Standard Liege   | 2–3   | 1. FC Köln             | 0–0 | 2–3   |

### Tur
| AS Saint-Etienne | 1 – 4  | Ipswich Town F.C.                    |
| ---------------- | ------ | ------------------------------------ |
| Rep 16'          | Report | Mariner 28', 57' Mühren 47' Wark 77' |

### Retur
| Ipswich Town F.C.                       | 3 – 1  | AS Saint-Etienne |
| --------------------------------------- | ------ | ---------------- |
| Butcher 46' Wark 82' (p.k.) Mariner 89' | Report | Zimako 79'       |

## Semifinalele
| Echipa #1              | Total | Echipa #2  | Tur | Retur |
| ---------------------- | ----- | ---------- | --- | ----- |
| FC Sochaux-Montbeliard | 3–4   | AZ Alkmaar | 1–1 | 2–3   |
| Ipswich Town F.C.      | 2–0   | 1. FC Köln | 1–0 | 1–0   |

### Retur
| AZ Alkmaar                       | 3 – 2  | FC Sochaux-Montbeliard |
| -------------------------------- | ------ | ---------------------- |
| Metgod 19' Jonker 37' Peters 63' | Report | Genghini 9' Meyer 73'  |

## Finala
| Echipa #1         | Total | Echipa #2 | Tur | Retur |
| ----------------- | ----- | --------- | --- | ----- |
| Ipswich Town F.C. | 5–4   | AZ'67     | 3–0 | 2–4   |